# Гурово (Нижньосілезьке воєводство)
Гурово (пол. Górowo, нім. Konradswaldau) — село в Польщі, у гміні Прусиці Тшебницького повіту Нижньосілезького воєводства.
Населення — 366 осіб (2011).
У 1975-1998 роках село належало до Вроцлавського воєводства.

## Демографія
Демографічна структура станом на 31 березня 2011 року:
|          | Загалом | Допрацездатний вік | Працездатний вік | Постпрацездатний вік |
| -------- | ------- | ------------------ | ---------------- | -------------------- |
| Чоловіки | 180     | 40                 | 126              | 14                   |
| Жінки    | 186     | 42                 | 108              | 36                   |
| Разом    | 366     | 82                 | 234              | 50                   |